# Mirabaud (IMOCA)
Sarnia, connu sous ses noms de course Temenos II (2006-2009), Mirabaud (2010-2013), Great American IV (2013-2018) et Campagne de France (depuis 2019), est un voilier monocoque de course au large lancé en 2006, répondant aux normes de la classe des 60 pieds Imoca. Il est barré par Dominique Wavre jusqu'en 2013, par Rich Wilson de 2013 à 2017 et par Miranda Merron depuis 2019. Il a bouclé à quatre reprises le tour du monde, en 2008, 2013, 2017 et 2021. 

## Histoire

### Temenos II(2006-2009)
Un Imoca à quille pendulaire est conçu pour le Suisse Dominique Wavre en vue du Vendée Globe 2008-2009. Construit chez Southern Ocean Marine, à Tauranga, en Nouvelle-Zélande, sur plan Owen-Clarke, il est mis à l'eau au printemps 2006. Son nom de baptême est Sarnia, son nom de course Temenos II, du nom de Temenos Group AG, entreprise d'informatique genevoise qui sponsorise Wavre.
Celui-ci, à la barre de Temenos II, participe à la Route du Rhum 2006, qu'il termine 5e dans la catégorie des monocoques. Dominique Wavre et Michèle Paret courent ensuite la Barcelona World Race 2007-2008 (3e place). Au cours du Vendée Globe 2008-2009, dans l'océan Indien, une avarie de vérin de quille met fin à la course de Temenos II et de Wavre.

### Mirabaud(2010-2013)
En 2010, Mirabaud, un groupe bancaire et financier de Genève, devient partenaire de Wavre. Temenos II est renommé Mirabaud. Il participe, mené par Wavre et Paret, à la Barcelona World Race 2010-2011. Le 11 mars 2011, alors qu'il est 6e, il démâte à 650 milles à l'est de l'Argentine et à 450 milles au nord des Malouines,. Wavre et Paret courent la Transat Jacques-Vabre 2011 (8e place). Mirabaud prend part ensuite, barré par Wavre, au Vendée Globe 2012-2013 (7e place).

### Great American IV(2013-2018)
En octobre 2013, Mirabaud est vendu à l'Américain Rich Wilson. Il devient Great American IV. En 2014, il est touché par la foudre, qui détériore ses instruments et systèmes électroniques. À son bord, Wilson termine 13e du Vendée Globe 2016-2017.
En 2017, le bateau est acheté par Enda O'Coineen, puis par Nicholas O'Leary,.

### Campagne de France(depuis 2019)
En 2019, il est loué pour deux ans à Miranda Merron. Il reçoit le nom de Campagne de France, marque appartenant aux producteurs de la coopérative Les Maîtres laitiers du Cotentin. Son port d'attache est maintenant Cherbourg. Mené par Miranda Merron et Halvard Mabire, il finit 16e sur 20 Imoca dans la Fastnet Race 2019. La même année, toujours barré par Merron et Mabire, il finit 23e sur 29 Imoca dans la Transat Jacques-Vabre.

## Palmarès

### Temenos II- Dominique Wavre
- 2006 : 5e des monocoques dans la Route du Rhum[7]
- 2008 : 3e de la Barcelona World Race, en double avec Michèle Paret[8]

### Mirabaud- Dominique Wavre
- 2011 :  8e de la Transat Jacques-Vabre, en double avec Michèle Paret[13]
- 2013 :  7e du Vendée Globe[14]

### Great American IV- Rich Wilson
- 2017 : 13e du Vendée Globe[10]

### Campagne de France- Miranda Merron
- 2019 :
  - 16e sur 20 IMOCA dans la Fastnet Race, en double avec Halvard Mabire[10]
  - 23e sur 29 IMOCA dans la Transat Jacques-Vabre, en double avec Halvard Mabire[10]
- 2020 : 17e de la Vendée-Arctique-Les Sables d'Olonne
- 2021 : 22e du Vendée Globe